# 합천 박소 신도비
합천 박소 신도비(陜川 朴紹 神道碑)는 대한민국 경상남도 합천군 묘산면 화양리 산 53-4에 있는 조선중기의 문신인 박소(1493∼1534) 선생의 행적을 기록하고 있는 신도비이다.
1994년 7월 4일 경상남도의 유형문화재 제301호 합천 화양리 야천신도비로 지정되었다가, 2018년 12월 20일 현재의 명칭으로 변경되었다.

## 개요
신도비란 임금이나 고관 등의 평생업적을 기록하여 그의 무덤 남동쪽에 세워두는 것으로, 이 비는 조선 중기의 문신인 박소(1493∼1534) 선생의 행적을 기록하고 있다.
박소 선생은 학문에 뛰어난 이로, 중종 14년(1519) 대과에 장원급제하여 관직에 나아가 홍문관의 부수찬, 사간원의 사간 등을 지냈고, 생을 마친 후에는 영의정으로 추증되었다.
선조 23년(1590) 당대의 명필인 한석봉의 글씨를 새겨 비를 세웠다.

## 갤러리

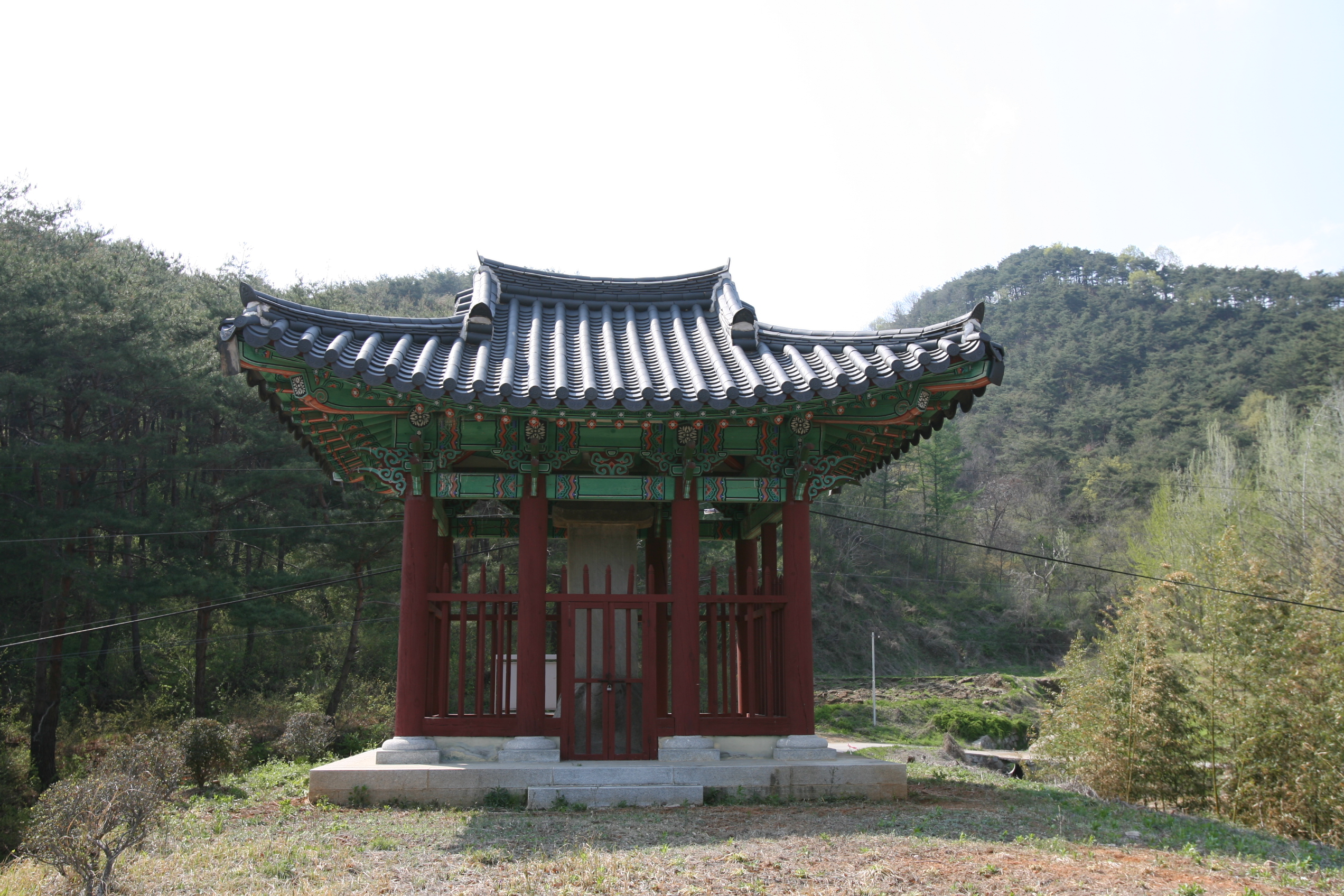
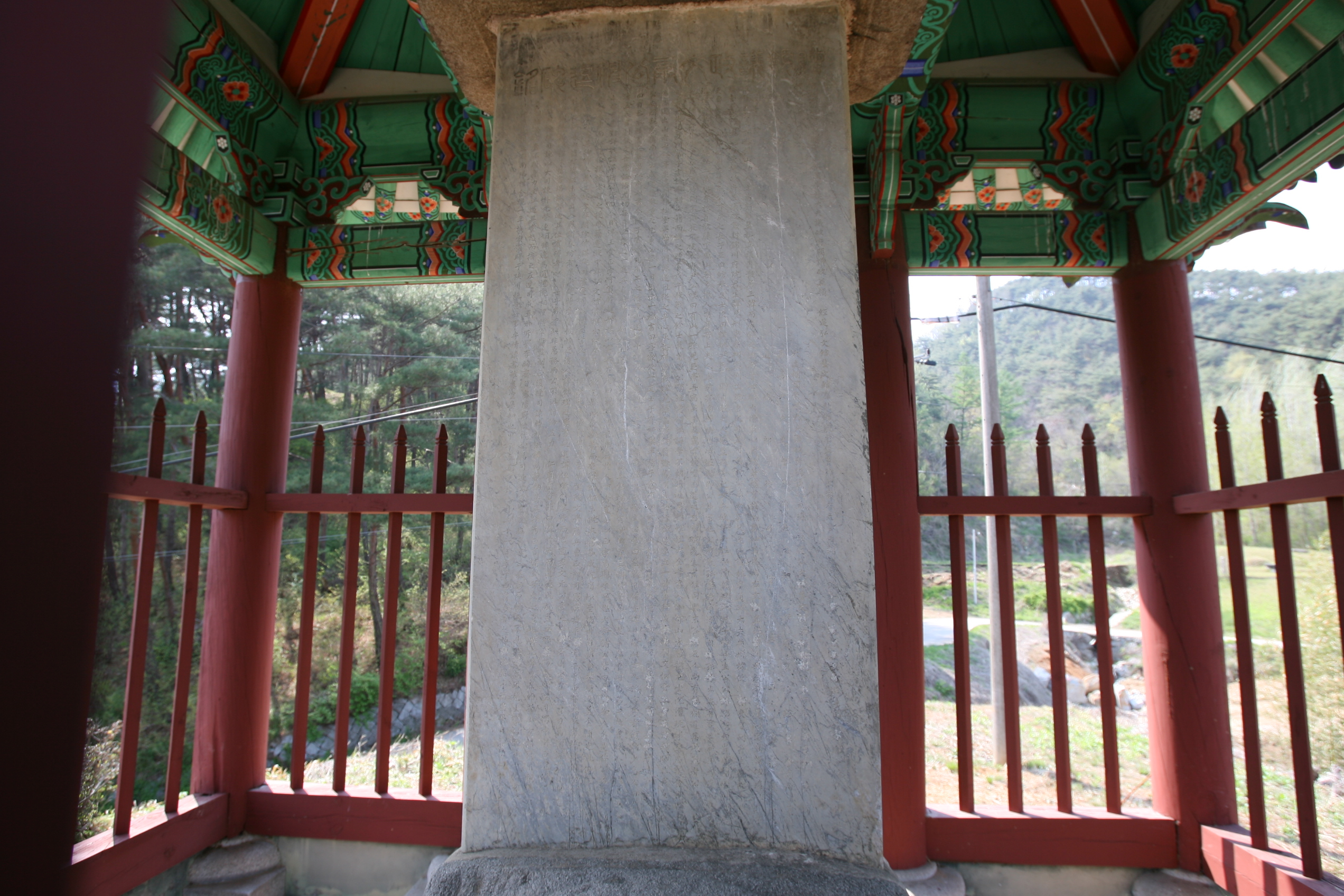

## 참고 문헌
- 합천 박소 신도비 - 국가유산청 국가유산포털